# Ospedale universitario della Charité

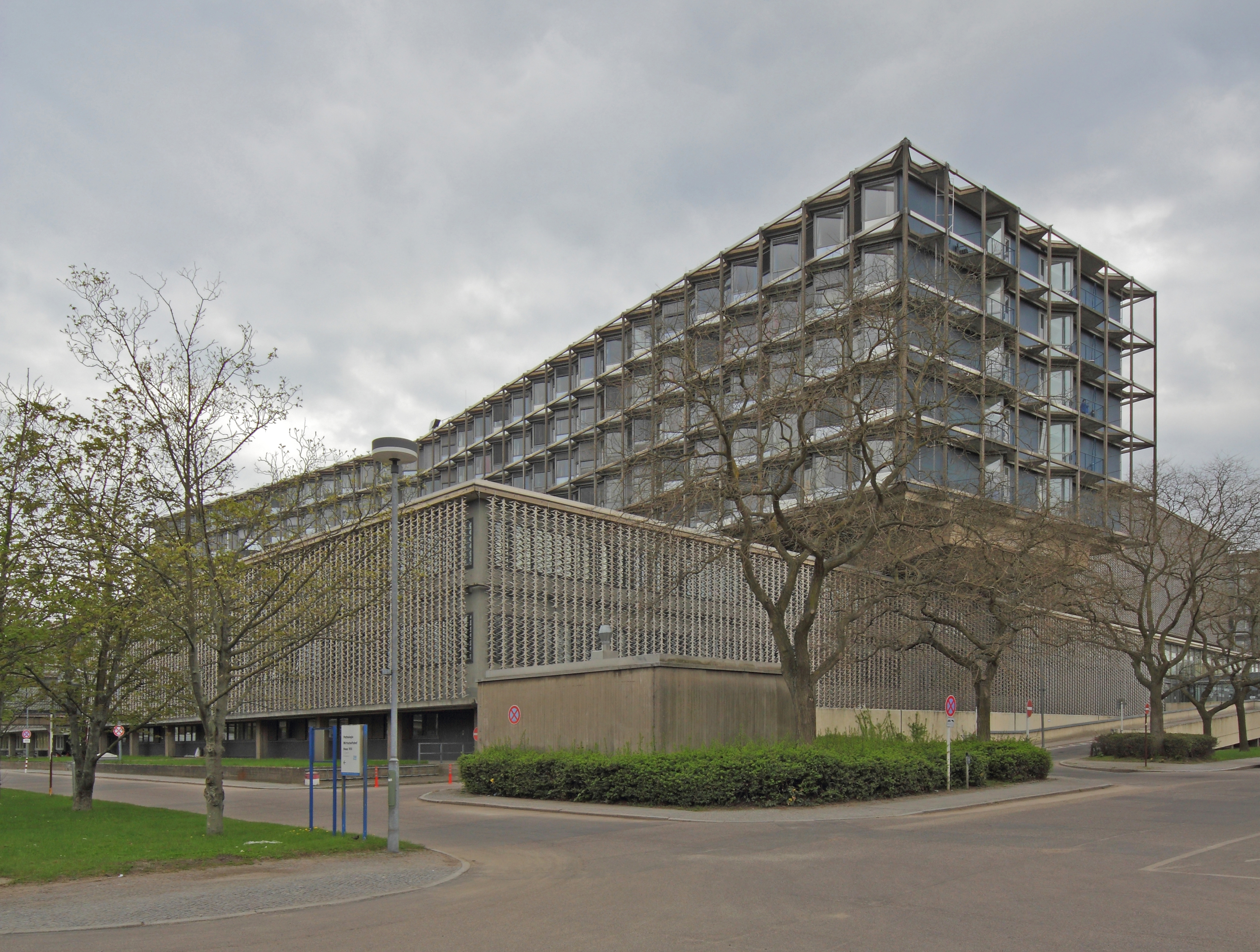
Campus Benjamin Franklin

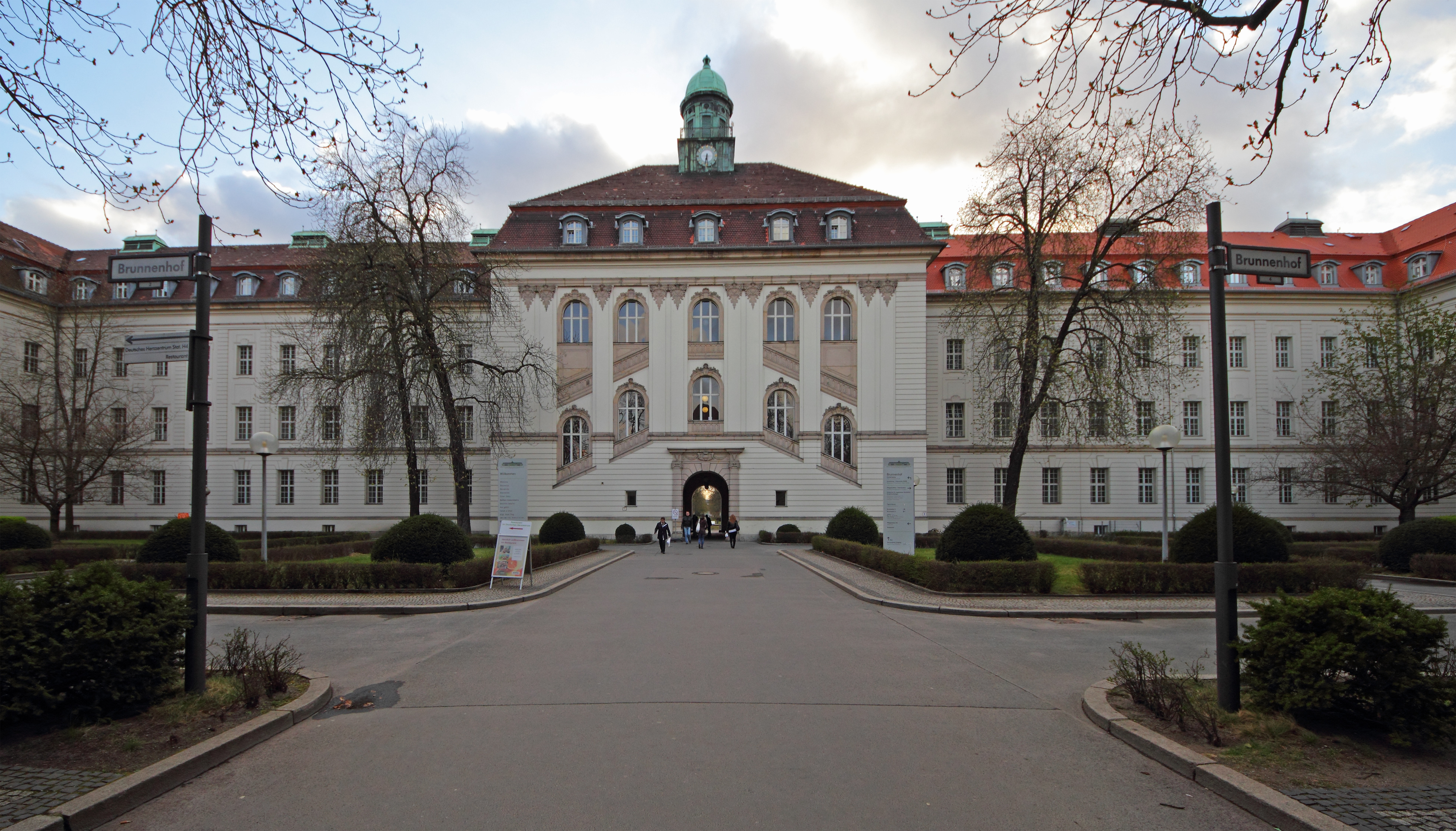
Campus Virchow Klinikum, centro cardiologico

L'Ospedale Universitario della Charité (in tedesco Charité - Universitätsmedizin Berlin) è la facoltà di medicina dei due maggiori atenei di Berlino, l'Università Humboldt e l'Università libera. È il policlinico universitario più grande d'Europa, nonché primo ospedale europeo per standard qualitativi e sesto al mondo.

## Storia
Inizialmente costruito nel 1710 a Mitte, come lazzaretto, in previsione dell'arrivo di una epidemia di peste bubbonica che aveva già decimato la popolazione della Prussia Orientale, venne convertito in ospedale di carità per i poveri non appena la città si fu ripresa dalla piaga della peste. Nel 1727 Federico Guglielmo I di Prussia diede al complesso il nome di Charité (carità).
La costruzione di un teatro anatomico nel 1713 segna l'istituzione della scuola di medicina, poi controllata dal Collegio medico-chirurgico dell'Accademia delle scienze prussiana.
Nel 1795 venne fondato l'istitituto Pépinière per la formazione dei chirurghi di guerra. Dopo la fondazione nel 1810 della Università di Berlino (Berliner Universität - Alma Mater Berolinensis, oggi Università Humboldt di Berlino) il decano del collegio medico-chirurgico Christoph Wilhelm Hufeland nel 1828 integrò il complesso della Charité come ospedale universitario. Rudolf Virchow, già studente alla Pépinière, lavorò con l'anatomista Robert Froriep come prosettore e, nel 1856 divenne direttore del neonato istituto di patologia in cui sviluppò la sua teoria cellulare.
In seguito alla divisione della città nel 1949 e alla costruzione del muro nel 1961, la Charité rimase il principale ospedale di Berlino Est e venne accorpata alla Università Humboldt mentre la Università libera di Berlino Ovest eresse la Klinikum Steglitz nel 1968 sostenuta dalla americana Benjamin Franklin Foundation di Eleanor Lansing Dulles.
Nel 1986 l'ospedale Rudolf Virchow divenne il secondo policlinico universitario dell'Università libera. In seguito alla riunificazione tedesca, la città dovette gestire tre ospedali universitari, che furono in seguito assorbiti dalla Charité nel 2003. La riorganizzazione è ancora in corso.
Molti medici e scienziati di fama hanno lavorato per lo meno in parte della loro carriera alla Charité. Tra questi: Paul Ehrlich, Hermann Emil Fischer, Werner Forssmann, Hermann von Helmholtz, Friedrich Gustav Jakob Henle, Robert Koch, Leonor Michaelis, Friedrich Schleiermacher, Johann Lukas Schönlein, Theodor Schwann, Emil Adolf von Behring, Rudolf Virchow, August von Wassermann e Caspar Friedrich Wolff.

## La Charité oggi
Oggi alla Charité sono immatricolati circa 8000 studenti. Vengono curati circa 900.000 pazienti esterni e 125.000 ricoverati su 3500 posti letto, ogni anno.
Circa 15000 persone lavorano presso le quattro sedi berlinesi:
- Campus Berlin Buch (CBB) a Berlin-Buch
- Campus Virchow Klinikum (CVK) a Berlin-Wedding
- Charité Campus Mitte (CCM) a Berlin-Mitte
- Campus Benjamín Franklin (CBF) a Berlin-Steglitz

In senso stretto le sedi di Mitte, Steglitz e Wedding sono centri medici indipendenti, ognuno soddisfa i pazienti con una gamma completa di trattamenti medici disponibili nella medicina moderna. Tuttavia esistono centri specializzati come il Deutsches Herzzentrum Berlin - DHZB (centro tedesco di cardiologia di Berlino) nel campus Virchow Klinikum, il Centro per la medicina dello spazio nel campus Benjamin Franklin, il Centro diagnostico di reumatologia nel campus Charité-Mitte e il centro di cardiologia molecolare nel campus Berlin-Buch. Il DHZB gestisce il più vasto programma di trapianti di cuore in Germania e, dopo Londra e Parigi, il terzo più grande del mondo.

### Testi di approfondimento
- (DE) Gerhard Jaeckel, Die Charité, Monaco di Baviera, 1965.
- (DE) Aufbauleitung Sondervorhaben Berlin (a cura di), Charité – Neubau und Rekonstruktion des Universitätsklinikum der Humboldt-Universität zu Berlin, 1976–1982, Berlino (Est), 1982.
- (DE) Karl-Ernst Swora, Die Charité, in Architektur der DDR, anno 31, n. 9, Berlino (Est), VEB Verlag für Bauwesen, settembre 1982,  pp. 520-541, ISSN 0323-3413 (WC · ACNP).
- (DE) Adalbert Behr, Bauen in Berlin 1973 bis 1987, a cura di Ehrhardt Gißke, Lipsia, Koehler & Amelang, 1987,  pp. 179-181, ISBN 3-7338-0040-0.